# Inn-Yard Theatre

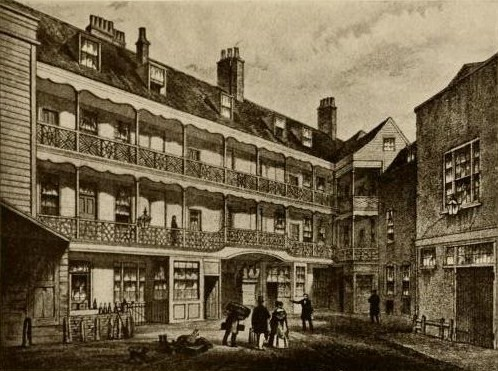
Der Innenhof des Bell Savage Inn aus dem Jahr 1420, nach einem Brand 1666 wieder aufgebaut. Das Bild zeigt den Zustand im 19. Jhd., kurz bevor das Haus abgerissen wurde.

In der Geschichte des Elisabethanischen Theaters war ein Inn-yard theatre oder Inn-theatre ein Gasthof (im Englischen: Inn)  mit einem  Innenhof, in welchem Bühnenstücke aufgeführt werden konnten. Im Deutschen entspräche dies dem Wirtshaustheater. Die den Innenhof umrandenden Balkongalerien waren ideal um größere Zuschauermengen mit guter Sicht auf das Bühnengeschehen aufzunehmen.

## Anfänge
Das Elisabethanische Zeitalter ist bekannt dafür, dass hier die ersten festen Theaterhäuser Englands nach der Römerzeit errichtet wurden. Häuser wie das  The Theatre von James Burbage (1576), das Curtain (1577), das Rose Theatre (1587), The Swan Theatre (1595) und das berühmte Globe Theatre William Shakespeares (1599) ermöglichten es, dass Dramatiker wie  Christopher Marlowe, William Shakespeare, Ben Jonson und viele andere das literarische Theaterwesen in England prägen konnten.
Bevor diese Entwicklung einsetzte, mussten Theaterstücke an bereits bestehenden Orten aufgeführt werden, wie sie Plätze im Freien, öffentliche Versammlungssäle und Privatzimmer von Adeligen darstellen; manche fanden sogar im königlichen Palast selbst statt. Meist jedoch waren die Innenhöfe der ohnehin gut besuchten Pubs und Gasthöfe (Inn) beliebte Aufführungsorte. Die danach errichteten neuen Theaterbauten sollen sich an diesen Gegebenheiten mit den umlaufenden Balkonen, dem offenen Raum in der Mitte und der seitlich versetzten Bühne, architektonisch orientiert haben. Als nicht gesichert gilt, ob einige Inn-Yards auch als permanente Theater eingerichtet wurden. Als dann die ersten richtigen Theater gebaut wurden, wurden diese Veranstaltungsorte aber nicht aufgegeben. Im Gegenteil, die Inn-Yard Theater wurden weiterhin genutzt und bildeten neben den großen Theaterhäusern einen wichtigen Aspekt des elisabethanischen Dramas.

## Höhepunkt
Die verfügbaren Belege deuten darauf hin, dass insbesondere sechs Londoner Inns in der zweiten Hälfte des 16. Jahrhunderts bedeutende Orte für das Theater waren. Im Folgenden die, heute abgegangenen, Orte und deren erstmaliges Erscheinen als Theater:
- 1575 – das Bull Inn, Bishopsgate Street
- 1576 – das Bell Inn, Gracechurch Street
- 1557 – das Boar’s Head Inn, Whitechapel
- 1557 – das Saracen’s Head Inn, Islington
- 1579 – das Bel Savage Inn, Ludgate Hill
- 1579 – das Cross Keys Inn in der Gracechurch Street (gegenüber dem Haupteingang des heutigen Leadenhall Market)

John Florios Englisch-Italienische Wörterbuch First Fruits von 1578 erwähnt Stücke, die im Bull Inn aufgeführt wurden. Am 5. November 1589 ordnete der Lord Mayor of London an, dass die Theaterkompanie Lord Strange’s Men aufgrund ihrer Teilnahme an der Marprelate-Kontroverse nicht in der Stadt auftreten durfte. Diese widersetzte sich jedoch noch am selben Nachmittag dieser Anweisung mit einem  Auftritt im Cross Keys Inn. In jener Zeit gab es sechs Pubs und Tavernen, die den Namen Boar’s Head trugen, was die Forscher vor schwere Aufgaben stellte. Charles Jasper Sisson (1885–1966), Literaturprofessor an der Universität London, brachte dann jedoch Licht in das Dunkel mit seiner 1972 veröffentlichten Untersuchung The Boar’s Head Theatre —; An Inn Yard Theatre of the Elizabethan Age. John Brayne, welcher bereits das Red Lion Theatre und Burbages The Theatre in Shoreditch betrieb, wollte 1580 auch sein gepachtetes Haus in Whitechapel in ein Inn mit festem Theaterbetrieb umbauen (George Inn); die Pläne kamen durch Geldmangel, Streit mit seinem Geschäftspartner und seinen Tod 1586 nie zur Ausführung.
Die Queen Elizabeth’s Men wurden bewusst aus drei anderen Kompanien und jungen anderen Schauspielern zusammengestellt (heute wurde man sagen: gecastet) und ab 1583 als führendes Theaterensemble in der Londoner Szene etabliert. Neben Auftritten am Hof spielte es auch in Inn-yard-Theatern wie dem Bell Inn und dem Bel Savage Inn.
Die Lord Chamberlain’s Men nutzten eine Zeitlang das Cross Keys Inn als ihre Winterspielstätte.
In seiner berühmten, gegen das Theater gerichteten Schmähschrift Histriomastix von 1632 erzählt der puritanische Polemiker William Prynne von einer urbanen Legende, welche eine Geisterbeschwörung zum Inhalt hat. Während einer Aufführung von Marlowes tragischer Geschichte von Doktor Faustus auf der Bühne des Bel Savage Inn soll der Teufel tatsächlich herbei beschworen worden sein; ein Ereignis, das so schrecklich gewesen wäre, dass mehrere Zuschauer „ihren Verstand verloren“ haben sollen.

## Krise 1596
Der Oberbürgermeister (Lord Mayor) und die Stadtverwaltung von London standen Schauspielern und Theateraufführungen stets feindlich gegenüber und betrachteten sie als Nährboden für Kriminalität und bürgerliche Unruhen. Sie unternahmen wiederholt Versuche, alle Theateraktivitäten in ihrem Zuständigkeitsbereich zu unterdrücken. Besondere Ärgernis waren die leitenden Beamten des englischen Hofes, die Lord Chamberlain of the Household, die für die Unterhaltung am Hofe verantwortlich waren und hierzu eigens feste Schauspielensembles zusammenstellten. Hier sind Thomas Radclyffe, 3. Earl of Sussex (im Dienst 1572 bis 1585) und Henry Carey, 1, Baron Hunsdon (von 1585 bis 1596) zu nennen, die ihre Sussex’s Men bzw. Lord Chamberlain’s Men regelmäßig zum Missfallen der Stadtführung auftreten ließen.
Diese Situation kehrte sich 1596 um, als Lord Hunsdon starb und William Brooke, 10. Baron Cobham Lord Chamberlain wurde. Cobham war ein Freund der Stadtführung Londons und ein Gegner des Schauspiels; unter seinem Einfluss stimmte das Privy Council einem Verbot des Theaterschauspiels innerhalb der   City of London zu. Dazu erfolgte eine Abrissanweisung aller bereits bestehenden Theater innerhalb der Stadtmauer (Theaterbesitzer wie  Burbage und Philip Henslowe wählten den Platz ihrer Theater wohlweislich bereits außerhalb). Eine später veröffentlichte Liste aus dem Jahr 1628 führt einige der 1596 geschlossenen Gasthäuser auf; allerdings ist die Aufzählung mangelhaft und auch mehrdeutig. Jedoch scheint es, dass zumindest das Bull, das Bell, das Cross Keys und das Bel Savage Inn dem Verbot zum Opfer fielen und abgerissen wurden.

## Erholung

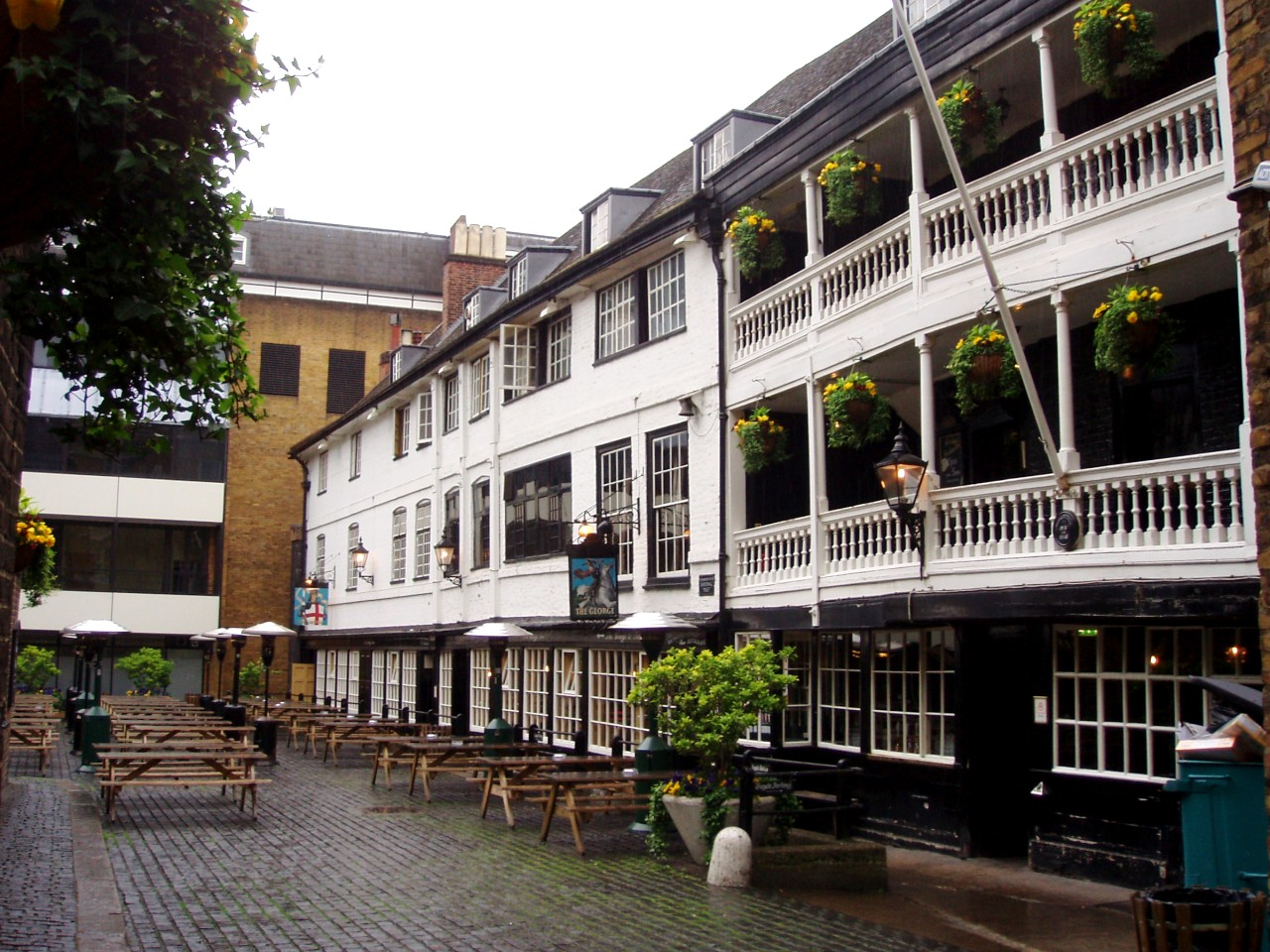
The George Inn, ein erhaltener Londoner Gasthof in Southwark aus dem 16. Jahrhundert, in welchem auch Theateraufführungen stattfanden

Zum Glück für das Elisabethanische Theater und auch die englische Literatur, verstarb Lord Cobham im Jahr darauf und George Carey, 2. Baron Hunsdon übernahm das Amt des Lord Chamberlain. Dieser kehrte zurück zur Politik seines Vaters und stützte, schützte und förderte wieder das englische Theater.
Die verbliebenen Wirtshaustheater zeigten weiterhin Aufführungen. Das Boar’s Head Inn wurde 1598 und 1599 renoviert und der umstrittene Theaterunternehmer Francis Langley war dort eine Zeit lang beteiligt. Im Jahr 1602 erhielten die Worcester’s Men die offizielle Erlaubnis die dritte in London ansässige Theaterkompanie zu werden. Ihre ersten Auftritte hatten sie im Boar’s Head Inn. 1604 wurde ein Gasthaus im Londoner Stadtteil  Clerkenwell in das Red Bull Theatre umgewandelt, welches in den kommenden Jahrzehnten ein wichtiger Ort für das Theater sein sollte und erst 1663 als Theater und nach einer kurzen Nachnutzung für Box- und Fechtspektakel 1666 vollständig aufgegeben wurde.